# Công pháp quốc tế
Công pháp quốc tế (tiếng Anh: Public international law) là hệ thống pháp luật quốc tế điều chỉnh các quan hệ chính trị, văn hóa, xã hội, khoa học kỹ thuật... nảy sinh giữa các quốc gia trong quan hệ hợp tác với nhau. Tên gọi này cũng nhằm phân biệt với một ngành luật khác điều chỉnh các quan hệ dân sự mở rộng trong hệ thống pháp luật quốc gia, đó là tư pháp quốc tế. Trong tác phẩm Luật quốc tế của Oppenheim thì tác giả cho rằng "Công pháp quốc tế phát sinh khi chúng ta đặt các quốc gia cạnh nhau, tư pháp quốc tế phát sinh khi đặt các hệ thống pháp luật cạnh nhau."

## Đối tượng điều chỉnh
- Đối tượng điều chỉnh của Công pháp quốc tế là: những quan hệ xã hội phát sinh trong đời sống quốc tế như quan hệ chính trị, kinh tế, văn hóa, khoa học-kỹ thuật, môi trường…giữa các chủ thể của luật quốc tế với nhau mà chủ yếu là những quan hệ chính trị.